# Castle on the Hill
Castle on the Hill is een single van de Engelse singer-songwriter Ed Sheeran op 6 januari 2017. De single is afkomstig van het album ÷ en werd samen met Shape of You uitgebracht. Hiermee brak hij een record. Nog nooit eerder stond een artiest met twee nieuwe nummers op de eerste en tweede plaats van de Britse hitlijst.

## Achtergrondinformatie
Op 13 december 2015 kondigde Sheeran via zijn social media-accounts aan dat hij voor een jaar lang geen media meer op zou zoeken en zichzelf terug zou trekken uit dit gebied. Een jaar lang is niets van Ed Sheeran vernomen. Op 13 december 2016, precies een jaar later, postte hij voor het eerst weer een foto. Dit was een simpele blauwe achtergrond, wat later de kleur bleek te zijn van zijn nieuwe album.
Op 1 januari 2017 postte Sheeran op zijn sociale kanalen een filmpje waarin hij aankondigde nieuwe muziek vrij te geven op vrijdag 6 januari 2017, vijf dagen na de aankondiging. Kort daarop volgden meer voorproefjes van de nieuwe liedjes van hem, waaronder stukken tekst en het intro van de nummers. Op dit moment was nog niet aangekondigd of er op de dag van release een album of single uit zou komen.
En uiteindelijk op vrijdag 6 januari 2017 bleek dat er twee singles uitkwamen, "Shape of You" en "Castle on the Hill". Hiermee werd ook bekend dat het album ÷ (Divide) zou heten, als opvolger van andere wiskundige symbolen + en ×. Op 11 januari 2017 werd via Sheerans sociale media bekendgemaakt hoe de nieuwe tracks op de cd zouden gaan heten.

## Tracklijst
| Nr. | Titel              | Duur |
| --- | ------------------ | ---- |
| 1.  | Castle on the Hill | 4:21 |

| Nr. | Titel                                   | Duur |
| --- | --------------------------------------- | ---- |
| 1.  | Castle on the Hill (akoestische versie) | 3:46 |

| Nr. | Titel                                      | Duur |
| --- | ------------------------------------------ | ---- |
| 1.  | Castle on the Hill (live tijdens de BRITs) | 1:47 |

## Hitnoteringen

### Nederlandse Top 40
| Hitnotering: 21-01-2017 t/m 03-06-2017 | Hitnotering: 21-01-2017 t/m 03-06-2017 | Hitnotering: 21-01-2017 t/m 03-06-2017 | Hitnotering: 21-01-2017 t/m 03-06-2017 | Hitnotering: 21-01-2017 t/m 03-06-2017 | Hitnotering: 21-01-2017 t/m 03-06-2017 | Hitnotering: 21-01-2017 t/m 03-06-2017 | Hitnotering: 21-01-2017 t/m 03-06-2017 | Hitnotering: 21-01-2017 t/m 03-06-2017 | Hitnotering: 21-01-2017 t/m 03-06-2017 | Hitnotering: 21-01-2017 t/m 03-06-2017 | Hitnotering: 21-01-2017 t/m 03-06-2017 | Hitnotering: 21-01-2017 t/m 03-06-2017 | Hitnotering: 21-01-2017 t/m 03-06-2017 | Hitnotering: 21-01-2017 t/m 03-06-2017 | Hitnotering: 21-01-2017 t/m 03-06-2017 | Hitnotering: 21-01-2017 t/m 03-06-2017 | Hitnotering: 21-01-2017 t/m 03-06-2017 | Hitnotering: 21-01-2017 t/m 03-06-2017 | Hitnotering: 21-01-2017 t/m 03-06-2017 | Hitnotering: 21-01-2017 t/m 03-06-2017 | Hitnotering: 21-01-2017 t/m 03-06-2017 |
| Week:                                  | 1                                      | 2                                      | 3                                      | 4                                      | 5                                      | 6                                      | 7                                      | 8                                      | 9                                      | 10                                     | 11                                     | 12                                     | 13                                     | 14                                     | 15                                     | 16                                     | 17                                     | 18                                     | 19                                     | 20                                     |                                        |
| -------------------------------------- | -------------------------------------- | -------------------------------------- | -------------------------------------- | -------------------------------------- | -------------------------------------- | -------------------------------------- | -------------------------------------- | -------------------------------------- | -------------------------------------- | -------------------------------------- | -------------------------------------- | -------------------------------------- | -------------------------------------- | -------------------------------------- | -------------------------------------- | -------------------------------------- | -------------------------------------- | -------------------------------------- | -------------------------------------- | -------------------------------------- | -------------------------------------- |
| Positie:                               | 19                                     | 13                                     | 9                                      | 7                                      | 8                                      | 11                                     | 11                                     | 6                                      | 4                                      | 5                                      | 6                                      | 6                                      | 7                                      | 11                                     | 15                                     | 17                                     | 24                                     | 29                                     | 31                                     | 33                                     | uit                                    |

### NederlandseSingle Top 100
| Hitnotering: 14-01-2017 t/m 19-08-2017 | Hitnotering: 14-01-2017 t/m 19-08-2017 | Hitnotering: 14-01-2017 t/m 19-08-2017 | Hitnotering: 14-01-2017 t/m 19-08-2017 | Hitnotering: 14-01-2017 t/m 19-08-2017 | Hitnotering: 14-01-2017 t/m 19-08-2017 | Hitnotering: 14-01-2017 t/m 19-08-2017 | Hitnotering: 14-01-2017 t/m 19-08-2017 | Hitnotering: 14-01-2017 t/m 19-08-2017 | Hitnotering: 14-01-2017 t/m 19-08-2017 | Hitnotering: 14-01-2017 t/m 19-08-2017 | Hitnotering: 14-01-2017 t/m 19-08-2017 | Hitnotering: 14-01-2017 t/m 19-08-2017 | Hitnotering: 14-01-2017 t/m 19-08-2017 | Hitnotering: 14-01-2017 t/m 19-08-2017 | Hitnotering: 14-01-2017 t/m 19-08-2017 | Hitnotering: 14-01-2017 t/m 19-08-2017 | Hitnotering: 14-01-2017 t/m 19-08-2017 |
| Week:                                  | 1                                      | 2                                      | 3                                      | 4                                      | 5                                      | 6                                      | 7                                      | 8                                      | 9                                      | 10                                     | 11                                     | 12                                     | 13                                     | 14                                     | 15                                     | 16                                     | 17                                     |
| -------------------------------------- | -------------------------------------- | -------------------------------------- | -------------------------------------- | -------------------------------------- | -------------------------------------- | -------------------------------------- | -------------------------------------- | -------------------------------------- | -------------------------------------- | -------------------------------------- | -------------------------------------- | -------------------------------------- | -------------------------------------- | -------------------------------------- | -------------------------------------- | -------------------------------------- | -------------------------------------- |
| Positie:                               | 4                                      | 6                                      | 6                                      | 4                                      | 7                                      | 8                                      | 11                                     | 8                                      | 2                                      | 4                                      | 21                                     | 16                                     | 20                                     | 21                                     | 25                                     | 26                                     | 33                                     |
| Week:                                  | 18                                     | 19                                     | 20                                     | 21                                     | 22                                     | 23                                     | 24                                     | 25                                     | 26                                     | 27                                     | 28                                     | 29                                     | 30                                     | 31                                     | 32                                     |                                        |                                        |
| Positie:                               | 38                                     | 45                                     | 51                                     | 62                                     | 64                                     | 71                                     | 73                                     | 92                                     | 91                                     | 84                                     | 83                                     | 86                                     | 92                                     | 95                                     | 97                                     | uit                                    |                                        |

### NederlandseMega Top 50
| Hitnotering: 14-01-2017 t/m 10-06-2017 | Hitnotering: 14-01-2017 t/m 10-06-2017 | Hitnotering: 14-01-2017 t/m 10-06-2017 | Hitnotering: 14-01-2017 t/m 10-06-2017 | Hitnotering: 14-01-2017 t/m 10-06-2017 | Hitnotering: 14-01-2017 t/m 10-06-2017 | Hitnotering: 14-01-2017 t/m 10-06-2017 | Hitnotering: 14-01-2017 t/m 10-06-2017 | Hitnotering: 14-01-2017 t/m 10-06-2017 | Hitnotering: 14-01-2017 t/m 10-06-2017 | Hitnotering: 14-01-2017 t/m 10-06-2017 | Hitnotering: 14-01-2017 t/m 10-06-2017 | Hitnotering: 14-01-2017 t/m 10-06-2017 |
| Week:                                  | 1                                      | 2                                      | 3                                      | 4                                      | 5                                      | 6                                      | 7                                      | 8                                      | 9                                      | 10                                     | 11                                     | 12                                     |
| -------------------------------------- | -------------------------------------- | -------------------------------------- | -------------------------------------- | -------------------------------------- | -------------------------------------- | -------------------------------------- | -------------------------------------- | -------------------------------------- | -------------------------------------- | -------------------------------------- | -------------------------------------- | -------------------------------------- |
| Positie:                               | 5                                      | 7                                      | 11                                     | 5                                      | 7                                      | 11                                     | 14                                     | 11                                     | 2                                      | 4                                      | 3                                      | 5                                      |
| Week:                                  | 13                                     | 14                                     | 15                                     | 16                                     | 17                                     | 18                                     | 19                                     | 20                                     | 21                                     | 22                                     |                                        |                                        |
| Positie:                               | 5                                      | 6                                      | 6                                      | 14                                     | 11                                     | 19                                     | 35                                     | 35                                     | 35                                     | 36                                     | uit                                    |                                        |

### VlaamseUltratop 50
| Hitnotering: 14-01-2017 t/m 13-05-2017 | Hitnotering: 14-01-2017 t/m 13-05-2017 | Hitnotering: 14-01-2017 t/m 13-05-2017 | Hitnotering: 14-01-2017 t/m 13-05-2017 | Hitnotering: 14-01-2017 t/m 13-05-2017 | Hitnotering: 14-01-2017 t/m 13-05-2017 | Hitnotering: 14-01-2017 t/m 13-05-2017 | Hitnotering: 14-01-2017 t/m 13-05-2017 | Hitnotering: 14-01-2017 t/m 13-05-2017 | Hitnotering: 14-01-2017 t/m 13-05-2017 | Hitnotering: 14-01-2017 t/m 13-05-2017 | Hitnotering: 14-01-2017 t/m 13-05-2017 | Hitnotering: 14-01-2017 t/m 13-05-2017 | Hitnotering: 14-01-2017 t/m 13-05-2017 | Hitnotering: 14-01-2017 t/m 13-05-2017 | Hitnotering: 14-01-2017 t/m 13-05-2017 | Hitnotering: 14-01-2017 t/m 13-05-2017 | Hitnotering: 14-01-2017 t/m 13-05-2017 | Hitnotering: 14-01-2017 t/m 13-05-2017 | Hitnotering: 14-01-2017 t/m 13-05-2017 |
| Week:                                  | 1                                      | 2                                      | 3                                      | 4                                      | 5                                      | 6                                      | 7                                      | 8                                      | 9                                      | 10                                     | 11                                     | 12                                     | 13                                     | 14                                     | 15                                     | 16                                     | 17                                     | 18                                     |                                        |
| -------------------------------------- | -------------------------------------- | -------------------------------------- | -------------------------------------- | -------------------------------------- | -------------------------------------- | -------------------------------------- | -------------------------------------- | -------------------------------------- | -------------------------------------- | -------------------------------------- | -------------------------------------- | -------------------------------------- | -------------------------------------- | -------------------------------------- | -------------------------------------- | -------------------------------------- | -------------------------------------- | -------------------------------------- | -------------------------------------- |
| Positie:                               | 13                                     | 2                                      | 4                                      | 4                                      | 3                                      | 5                                      | 6                                      | 6                                      | 5                                      | 8                                      | 11                                     | 10                                     | 12                                     | 14                                     | 14                                     | 23                                     | 32                                     | 31                                     | uit                                    |

### NPO Radio 2 Top 2000
| Nummer met noteringen in de NPO Radio 2 Top 2000 | '17 | '18 | '19 | '20 | '21 | '22 | '23 | '24 |
| ------------------------------------------------ | --- | --- | --- | --- | --- | --- | --- | --- |
| Castle on the Hill                               | 185 | 341 | 493 | 625 | 585 | 640 | 768 | 826 |

1. ↑  Een vetgedrukt getal geeft de hoogste notering aan.
2. ↑  2017 was het eerste jaar met een notering voor dit nummer.

## Releasedata
| Land                | Releasedatum     | Formaat                 | Versie                | Label    |
| ------------------- | ---------------- | ----------------------- | --------------------- | -------- |
| Wereldwijd          | 6 januari 2017   | Muziekdownload          | Origineel             | Asylum   |
| Verenigd Koninkrijk | 6 januari 2017   | Radio                   | Origineel             | Asylum   |
| Verenigde Staten    | 16 januari 2017  | Adult album alternative | Origineel             | Atlantic |
| Wereldwijd          | 10 februari 2017 | Muziekdownload          | Akoestisch            | Asylum   |
| Wereldwijd          | 22 februari 2017 | Muziekdownload          | Live tijdens de BRITs | Asylum   |
| Duitsland           | 24 februari 2017 | Cd-single               | Origineel             | Asylum   |